# 4000-serien
4000-serien er en familie af industri standard integrerede kredsløb (IC) som implementerer forskellige typer af logiske funktioner ved at anvende CMOS-teknologi (CMOS er kort for eng. Complementary Metal-Oxide Semiconductor) - og som stadig anvendes i dag (2015).
4000-serien blev introduceret af RCA som CD4000 COS/MOS serien i 1968, som en lavenergi og mere bred anvendelig alternativ til 7400-serien af transistor-transistor logic (TTL) logik mikrochips. 
(RCA gruppen som designede de første mikrochips i serien, blev ledet af Albert Medwin.) 
Næsten med det samme, fabrikerede alle aktive IC-producenter mikrochips fra denne serie. RCA markedsførte linjen som COSMOS, der står for eng. COmplementary Symmetry Metal-Oxide Semiconductor. RCAs 4000-series produktkode navne fulgte RCA navngivningssystemet fx CA for analog, CD for digital- og havde ingen relation til Texas Instruments SN7400-seriens produktkodning.
4000-seriens dele havde fordelene lavere energiforbrug, bredere forsyningsspændingsmuligheder (3 V til 15 V) - og simplere kredsløbsdesign grundet den væsentligt højere mulige fanout. Men 4000-seriens langsommere hastighed (i starten omkring 1 MHz, sammenlignet med bipolar TTL's 10 MHz) begrænsede deres anvendelser til statiske eller langsommere hastigheder.
Nyere fabrikationsteknologi har stort set fjernet hastighedsbegrænsningen sammenlignet med 7400-serien, men  stadig med bagudkompatibilitet med de fleste kredsløbsdesign. Selvom alle halvledere kan skades eller ødelægges af elektrostatiske udladninger, gør CMOS-inputs høje impedans dem mere udsatte end  bipolar transistor-baserede, TTL enheder.
Med tiden blev CMOS forbedret så meget (specielt de senere serier såsom 74HC) at de udkonkurrerede TTL-mikrochips, men på samme tid fremkom LSI (CMOS) teknikker som overflødiggjorde en stor del af 4000-serien i mange anvendelser. 4000-serien er stadig bredt tilgængelig, men er mindre vigtig i dag end den var før ca. år 2000.
4000-serien blev udvidet i de sene 1970'ere og 1980'ere til at omfatte nye typer som implementerede nye funktioner - eller som var forbedrede funktioner af eksisterende chips i 4000-serien. De flest af disse chips fik produktkode numre i 45xx og 45xxx, men de opfattes stadig af ingeniører som del af 4000-serien.
I 1990'erne porterede producenter (fx Texas Instruments) 4000-serien til deres nye HCMOS teknologi med produktkoder såsom 74HCT4060, der havde ækvivalent funktionalitet til 4060 ICen men med meget højere hastighed.
4000-seriens integrerede kredsløb er blevet anvendt i menneskeskabte satellitter i flere årtier.